# Varaždin Breg
Varaždin Breg is een plaats in de gemeente Gornji Kneginec in de Kroatische provincie Varaždin. De plaats telt 1448 inwoners (2001).